# Etničke grupe Palaua
Etničke grupe Palaua: 20,000 (UN Country Population; 2008)
- Angloamerikanci, 600
- Filipinci 2,100
- Palauci 16,200
- Sonsorolci 1,100
- Tobijci 30